# Olga Engl
Olga Engl (30 de mayo de 1871 – 21 de septiembre de 1946) fue una actriz teatral y cinematográfica austriaca que a lo largo de su trayectoria artística intervino en más de 200 producciones.

## Biografía
Nacida en Praga, Imperio austrohúngaro, actualmente capital de la República Checa, Engl fue educada en un convento de ursulinas, recibiendo clases de interpretación en el Conservatorio de Praga. En agosto de 1887 hizo su debut teatral interpretando el papel de Bertha en la obra Die Verschwörung des Fiesco zu Genua, representada en su ciudad natal.
En 1888 se mudó a Danzig, donde actuó en el teatro hasta 1892, pasando después una breve temporada en Berlín. Entre 1892 y 1895 actuó con el teatro de la corte en Munich, desde 1895 a 1897 en  at the Teatro Thalia de Hamburgo, y a partir de 1897 en Hannover.
Olga Engl debutó en el cine en el film mudo británico de 1911 The Adoptive Child, volviendo después a Alemania, donde trabajó en diversas producciones de ese país. Su primer papel de importancia llegó en la cinta de 1913 dirigida por Carl Froelich Richard Wagner. Trabajó de manera continua a lo largo de los años 1910, actuando para directores como Urban Gad y Friedrich Zelnik y con populares intérpretes como Emil Jannings, Alfred Abel y Lya Mara. En los primeros años 1920, la carrera de Engl estaba consolidada. En 1922 actuó en el popular film dirigido por F.W. Murnau El nuevo fantomas, en el cual actuaban Alfred Abel, Grete Berger, Aud Egede-Nissen, Lya De Putti y Lil Dagover.
Engl superó con relativa facilidad el paso al cine sonoro, interpretando con frecuencia papeles del estilo "Gran Dama". Algunas de sus mejores actuaciones de la época sonora fueron las llevadas a cabo en Emil und die Detektive (1931, de Gerhard Lamprecht) y Der Kongreß tanzt (1931, con Lilian Harvey, Conrad Veidt y Lil Dagover). En 1933 rodó su primera película en lengua inglesa, la producción dirigida por Edwin H. Knopf y Luis Trenker The Rebel, que contaba con los actores húngaros Vilma Bánky y Victor Varconi. El film era una versión de Der Rebell, cinta estrenada ese mismo año y también dirigida por Trenker y con Engl en el reparto.
Olga Engl siguió actuando en los años de la Segunda Guerra Mundial, actuando en diez filmes entre 1939 y 1945. Su último trabajo en el cine antes de retirarse fue un pequeño papel en el drama Das Alte Lied, estrenado en marzo de 1945. Además del cine, ella siguió actuando en los teatros berlineses hasta poco antes de su muerte, ocurrida en 1946 en Berlín.

## Selección de su filmografía
| - 1911: Das Adoptivkind - 1913: Das Auge des Buddha - 1913: Aus eines Mannes Mädchenzeit - 1913: Richard Wagner - 1914: Der Mann im Keller - 1915: Carl und Carla - 1916: Im Banne des Schweigens - 1916: Teddy wird verpackt - 1917: Christa Hartungen - 1918: Das Lied der Colombine - 1918: Der lebende Leichnam - 1919: Das Mädchen aus der Ackerstraße - 1919: Veritas vincit - 1920: Die schwarze Spinne - 1921: Der Roman eines Dienstmädchens - 1922: Der brennende Acker - 1922: El nuevo fantomas - 1923: Graf Cohn | - 1924: Das goldene Kalb - 1925: Die Straße des Vergessens - 1926: Manon Lescaut - 1926: Der Stolz der Kompagnie - 1927: Rinaldo Rinaldini - 1928: Anastasia, die falsche Zarentochter - 1929: Kolonne X - 1929: Hochverrat - 1930: Das Flötenkonzert von Sans-souci - 1931: Schatten der Unterwelt - 1931: Emil und die Detektive - 1932: Der Rebell - 1934: Die englische Heirat - 1936: Stadt Anatol - 1938: Der Blaufuchs - 1939: Bel Ami - 1942: Die große Liebe - 1942: Dr. Crippen an Bord |